# Das Universum in der Nussschale
Das Universum in der Nussschale (Titel der englischen Originalausgabe: The Universe in a Nutshell, Titel der deutschen Erstausgabe Das Universum in der Nußschale) ist nach Eine kurze Geschichte der Zeit das zweite populärwissenschaftliche Buch des britischen Physikers Stephen Hawking.

## Inhalt
Mit einfachen Modellen werden die aktuellen Theorien erläutert, mit denen Wissenschaftler das Universum zu beschreiben versuchen. Unter anderem werden die Stringtheorie und deren Erweiterung, die Brane-Theorie erklärt. Das Buch hatte ebenso wie sein Vorgänger großen Erfolg.
Im Jahre 2002 gewann das Buch den Royal Society Prize for Science Books.
Der englische Titel The Universe in a Nutshell ist eine Redewendung, die auf Shakespeares Hamlet zurückgeht. Dort heißt es: „(Hamlet) O God, I could be bounded in a nutshell and count myself a king of infinite space – were it not that I have bad dreams.“ [II.ii.254] Die englische Redewendung „in a nutshell“ bedeutet „in aller Kürze“.

## Kapitel-Übersicht
Das Buch ist in sieben Kapitel gegliedert:
1. Eine kurze Geschichte der Relativitätstheorie
2. Die Form der Zeit
3. Das Universum in einer Nussschale
4. Die Zukunft vorhersagen
5. Die Vergangenheit schützen
6. Unsere Zukunft: Star Trek oder nicht?
7. Schöne neue Branwelt

## Ausgaben
Die englische Originalausgabe erschien 2001 bei Bantam Books, die von Hainer Kober übersetzte deutsche Ausgabe im gleichen Jahr bei Hoffmann und Campe. Eine gekürzte Ausgabe erschien auch als Hörbuch. Im Jahre 2002 wurde eine erweiterte Neuauflage des Buches veröffentlicht. Seit 2003 liegt eine Taschenbuchausgabe vom Deutschen Taschenbuch Verlag vor. Weitere Übersetzungen sind in arabischer, dänischer, finnischer, französischer, hebräischer, italienischer und schwedischer Sprache verfügbar.
- Stephen Hawking: Das Universum in der Nußschale. Hoffmann und Campe, 2001, ISBN 3-455-09345-0. (23 Wochen lang in den Jahren 2001 und 2002 auf dem Platz 1 der Spiegel-Bestsellerliste)
- Stephen Hawking: Das Universum in der Nussschale. Deutscher Taschenbuch Verlag, 2004, ISBN 3-423-34089-4.